# Remas
Remas là một xã trong quận Lushnjë thuộc hạt Fier, Albania. Dân số năm 2005 là 5739 người.